# موريس ليفي (مهندس)
موريس ليفي (بالفرنسية: Maurice Lévy )‏ (و. 1838 – 1910 م) هو رياضياتي، وفيزيائي، ومخترِع، وبروفيسور، ومهندس فرنسي، كان عضوًا في الأكاديمية الفرنسية للعلوم (منذ 1883)، والأكاديمية الأمريكية للفنون والعلوم، والأكاديمية الروسية للعلوم، توفي في باريس، عن عمر يناهز 72 عاماً.

## التعليم
تعلم في المدرسة المتعددة التكنولوجية، وÉcole nationale supérieure de chimie de Mulhouse ‏، والمدرسة الوطنية للجسور والطرق.

## جوائز
حصل على جوائز منها:
- Prix Félix-Robin [الإنجليزية]‏ (1959)
- Poncelet Prize [الإنجليزية]‏ (1878)
- وسام جوقة الشرف من رتبة قائد.